# Doris Doscher
Doris Doscher Baum (24 de gener de 1882 – Farmington, Nova York, EUA, 9 de març de 1970) fou una actriu i model estatunidenca que va aparèixer en la pel·lícula The Birth of a Race (1918) de John W. Noble, interpretant el paper de "Eve". Va ser la model per a l'estàtua de la Llibertat de la moneda anomenada Standing Liberty Quarter (moneda d'un quart de dòlar amb la Llibertat dempeus, 1916–1930) de Hermon Atkins MacNeil. Va ser també la model de l'Abundància de la Fontana Pulitzer de Karl Bitter (completada per Isidore Konti i Karl Gruppe el 1915), situada davant el Plaza Hotel de la ciutat de Nova York.

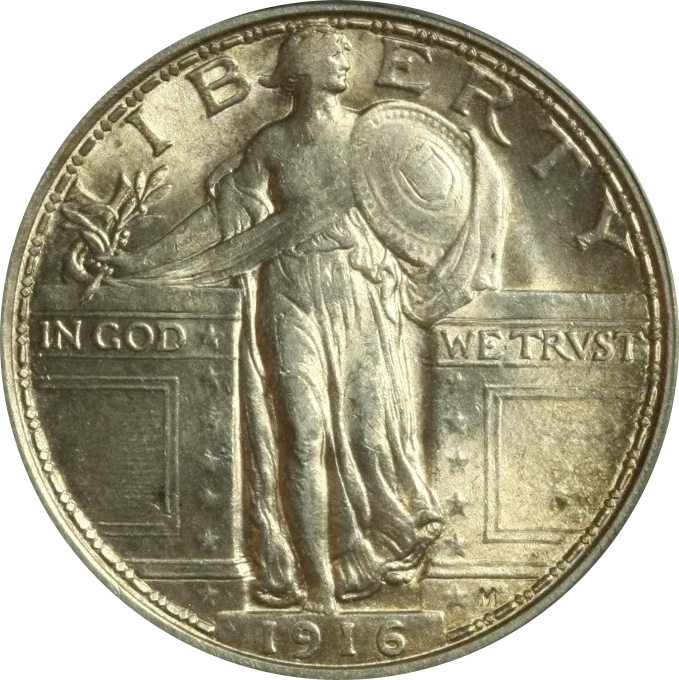
Standing Liberty Quarter de 1916

## Carrera
Doscher fou una actriu de pel·lícules mudes. Es va casar amb el fisioterapeuta H. William Baum, qui tenia la seva oficina a Manhattan. Quan va ser escollida per MacNeil pel Standing Liberty Quarter, exemplificant el tipus més elevat de feminitat estatunidenca. Després de la seva carrera com a model professional va treballar com a columnista de diaris i comentarista radiofònic. Cap al final de la dècada del 1920 Doscher escrivia una columna diària sobre salut i bellesa pel New York World. Va donar conferències durant anys sobre temes similars.

## Darrers anys i mort
Docher va ser presidenta de les dones auxiliars de l'Associació Naturopàtica Americana .
Va morir el 1970 als 88 anys en una residència d'ancians de Farmington, Nova York. Va deixar marit, una filla i set nets.
En 1972, és a dir, dos anys després de la seva mort, els diaris van informar que la model real del Standing Liberty quarter va ser l'actriu de Broadway Irene MacDowell, llavors de 92 anys (va morir l'any següent). No s'havia fet públic el seu nom perquè el seu marit (un dels companys de MacNeil de partides de tennis) ho va desaprovar. En un article de l'edició de desembre de 2003 de la publicació The Numismatist, Timothy B. Benford Jr. va suggerir que el canvi podria haver estat intencional per a enganyar la dona de MacNeil, la qual veia MacDowell com una potencial rival amorosa. Tanmateix, el 1982 el vidu de Doscher va declarar que malgrat la reclamació de MacDowell, la seva dona hi havia estat la model.